# Bent Kjær Jensen
Bent Kjær Jensen (6. juni 1947 i Odense) er en dansk tidligere fodboldspiller.

## Karriere
Bent Jensen spillede for B.1913 (1964-69) samt den franske Ligue 1-klub Girondins Bordeaux. (1970-72) og for den tyske klub Eintracht Braunschweig i Bundesligaen (1972-73). Han spillede derefter i Austria Klagenfurt (dagens FC Kärnten) (1973-75) inden han flyttede hjem til Odense, hvor han spillede sin sidste kamp for B. 1913 i 1978.Han opnåede 20 A-landskampe for Danmarks fodboldlandshold og scorede 13 mål, der af tre hattrick: Han scorede tre mål i 6-0-sejren over Bermuda i 1969 og tre mål i 5-2-sejren over Finland i 1969 samt i sin afskedskamp inden overgangen til fransk fodbold tre mål i 5-1-sejren over Bermuda samme år.